# Pantli (Siedlung)

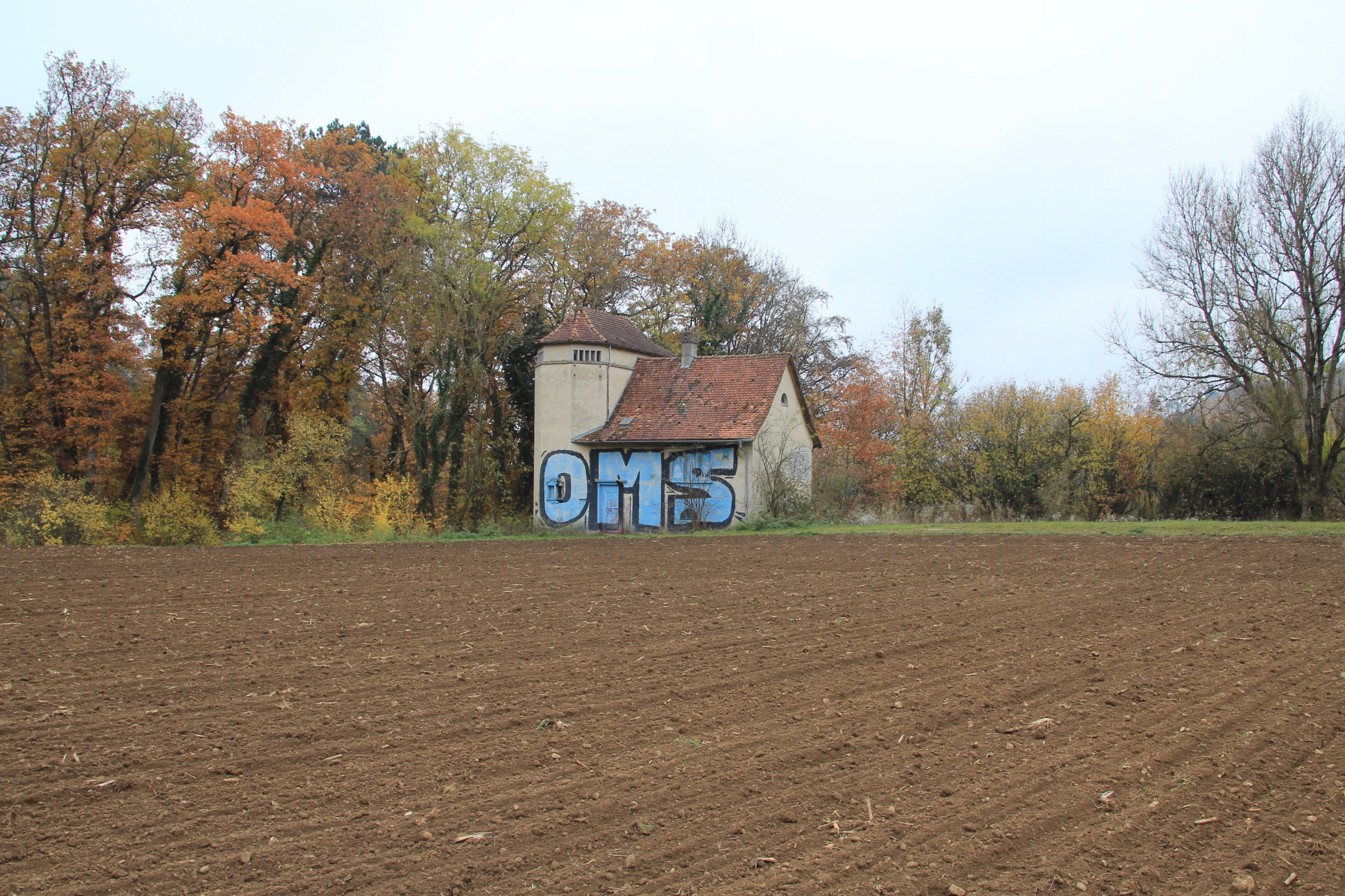
Transformatorenhaus Pantli, November 2018

Das Pantli war eine Arbeitersiedlung am Gemeinderand von Stetten im Kanton Schaffhausen, die durch die heutige Georg Fischer AG in Auftrag gegeben wurde. Offiziell wurde sie am Anfang nach einer benachbarten prähistorischen Stätte „Schweizersbild“ getauft.
Die Siedlung wurde von Oktober 1916 bis März 1918 nach den Plänen des Architekten Arnold Meyer wegen der Wohnungsnot in der Nähe des Werks „Birch“ erbaut. Zu den 26 Wohnungen in Reihenhäusern gehörten auch kleinlandwirtschaftliche Gebäude und eine entsprechende Fläche Garten-, Wies- und Weidland, damit die Bewohner teilweise Selbstversorger sein konnten. Das Pantli gilt aus heutiger Sicht als erster moderner Sozialwohnungsbau in der Region Schaffhausen.
Die Baukosten für die 16'400 Kubikmeter Siedlungsraum beliefen sich damals auf Fr. 591'500.00, was Fr. 36.00 Baukosten pro Kubikmeter ergibt.
In den 1960er-Jahren wurden die altertümlichen Wohnungen weniger attraktiv. Die Siedlung entvölkerte sich nach und nach; 1975 waren noch 4 der 26 Wohnungen bewohnt. Am 16. Mai 1975 wurde die gesamte Siedlung abgebrochen, da man einer Hausbesetzung präventiv entgegenwirken wollte. Einzig das Transformatorenhaus blieb stehen. Es wurde bis im Jahre 2015 vom Pfadicorps Schaffhausen (Abteilung Marsupilami) als Pfadihütte benutzt. Seither steht das Gebäude leer.

## Geplante Neunutzung des Pantli
Am Anfang der 1970er-Jahre gab es Pläne, anstelle des Pantli moderne Hochhäuser mit 550 Wohnungen zu errichten, aber wegen der Ölkrise von 1973 wurde das Projekt nicht verwirklicht. Ende der 1990er-Jahre sollte die ehemalige Siedlungsfläche zum Bau einer Rehabilitationsklinik für Unfallpatienten genutzt werden. Aus finanziellen Gründen wurde aber auch dieser Bau einer Klinik nie in Angriff genommen.
Im Juni 2024 erwarb das Unternehmen für Bau- und Immobilienleistungen Halter AG ein von der DOST Architektur GmbH entwickeltes Wohnbauprojekt für den Standort und baut dort die "Waldstadt im Pantli", ein Neubauprojekt mit rund 200 Eigentumswohnungen. Die Siedlung wird mit unterschiedlichen Holzfassaden erstellt. Sensibel dimensionierte, organische Baukörper und eine durchlässige Architektur sorgen für eine nahtlose Integration in die natürliche Umgebung. Eine Vielfalt an Wohnungstypen ermöglicht eine breite Durchmischung für unterschiedliche Wohnbedürfnisse. Die gesamte Überbauung wird oberirdisch autofrei sein, was für einen ruhigen und sicheren Freiraum sorgt. Das bestehende Transformatorenhaus wird als Gemeinschaftsraum umgenutzt. 